# Falsocis brasiliensis
Espécie brasileira de besouro ciídeo ameaçada de extinção. Fals. brasiliensis é encontrada somente em pequenos fragmentos florestais do Sudeste e Nordeste do Brasil, e geralmente utiliza como hospedeiro os basidiocarpos de fungos orelha-de-pau do gênero Phellinus. Pouco se sabe sobre sua biologia. Essa espécie ocorre em matas fechadas, não sendo encontrada em matas abertas ou áreas urbanas.